# Борба за наследство
„Борба за наследство“ (на английски: The Fighting Temptations) е щатски мюзикъл комедиен филм от 2003 г. на режисьора Джонатан Лин, по сценарий на Елизабет Хънтър и Саладин К. Патерсън, и разпространен от Paramount Pictures и MTV Films. Във филма участват Куба Гудинг Джуниър, Бионсе Ноулс, Майк Епс и Латаня Ричардсън.